# Villa Rocca Belvedere

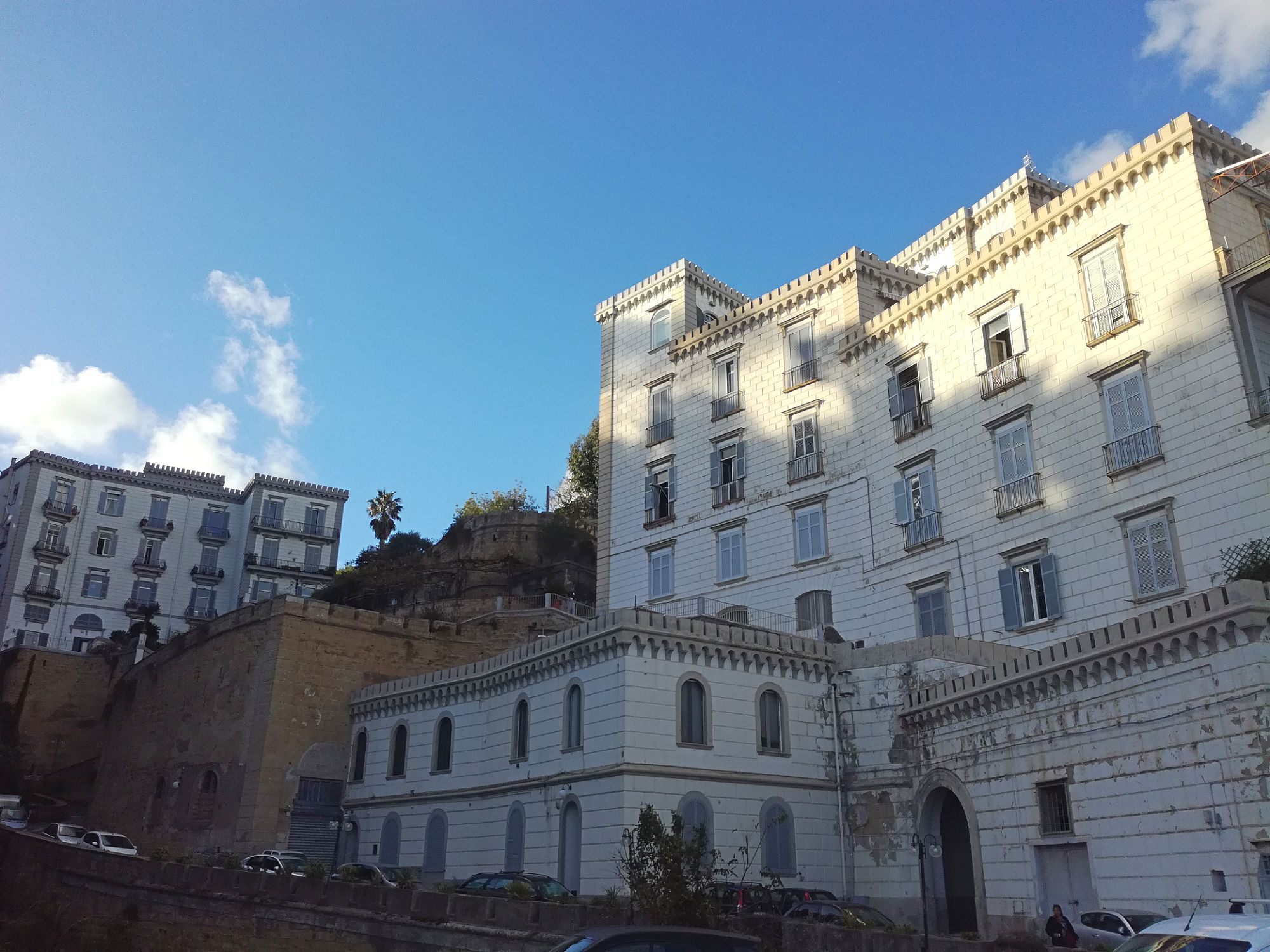
Villa Rocca Belvedere in Neapel

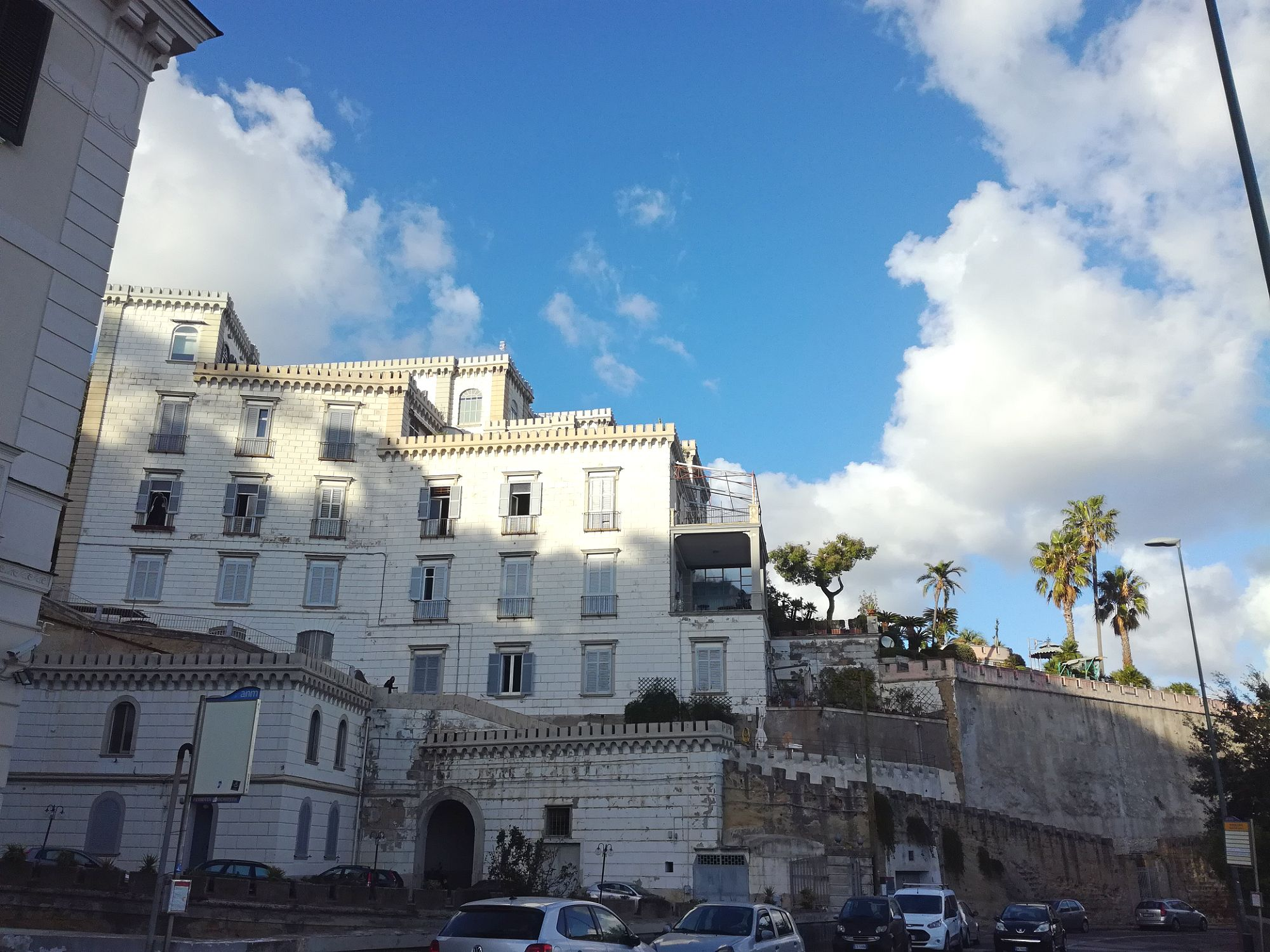
Villa Rocca Belvedere, Fassade zur Via Posillipo

Die Villa Rocca Belvedere ist ein Landhaus aus dem 19. Jahrhundert im Viertel Posillipo von Neapel in der italienischen Region Kampanien. Sie liegt an der Via Posillipo, 213.

## Geschichte und Beschreibung
Dieser Teil der Stadt gehörte zu den großen Anwesen der Markgräfin Di Salza und schloss auch die Villa Rocca Matilde ein, die später in Villa Peirce umbenannt wurde.
Gegen Ende des 19. Jahrhunderts wurde das Hotel Rocca Belvedere erbaut.
Das Gebäude ist sehr groß, erstreckt sich über mehrere Stockwerke und passt sich perfekt der Orographie des Tuffsteinkamms an.
Die Architektur der Villa erinnert an die einer Burg; es gibt auch ausgedehnte Gärten.